# Hrabstwo Edwards (Illinois)

Piramida wieku hrabstwa

Hrabstwo Edwards – hrabstwo w USA, w stanie Illinois, według spisu z 2000 roku liczba ludności wynosiła 6 971. Siedzibą hrabstwa jest Albion.

## Geografia
Według spisu hrabstwo zajmuje powierzchnię 577 km², z czego 576 km² stanowią lądy, a 1 km² (0,14%) stanowią wody.

### Sąsiednie hrabstwa
- Hrabstwo Richland – północ
- Hrabstwo Webash – wschód
- Hrabstwo Gibson – południowy wschód

Stan Illinois na mapie USA

- Hrabstwo White – południe
- Hrabstwo Wayne – zachód

## Historia
Hrabstwo Edward zostało utworzone w 1814 roku i obejmowało prawie połowę stanu Illinois. Nowe granice hrabstwa zostały utworzone w 1824 roku i jest teraz jednym z najmniejszym hrabstwem w Illinois.
Nazwa hrabstwa pochodzi od nazwiska Ninian Edwards (1775 – 1833), gubernatora  Terytorium Illinois a później stanu Illinois. 
W przeciwieństwie niż inne hrabstwa, hrabstwo Edward jest podzielone na dzielnice a nie okręgi. Większość ziem hrabstwa była przystosowywana do ordynacji dotyczącej podziału ziem z 1785 roku. Ordynacja ta ustalała podział hrabstw na okręgi, które miały mieć nie mniej niż 6 mil kwadratowych. Podział hrabstwa Edward na dzielnice związany jest z wcześniejszym podziałem administracyjnych co może jedynie świadczyć, iż hrabstwo powstało przed datą 1785.   

## Demografia
Według spisu z 2000 roku hrabstwo zamieszkuje 6 971 osób, które tworzą 2 905 gospodarstw domowych oraz 2 027 rodzin. Gęstość zaludnienia wynosi 12 osób/km². Na terenie hrabstwa jest 3 199 budynków mieszkalnych o częstości występowania wynoszącej 6 budynków/km². Hrabstwo zamieszkuje 98,87% ludności białej, 0,14% ludności czarnej, 0,09% rdzennych mieszkańców Ameryki, 0,40% Azjatów, 0,04% mieszkańców Pacyfiku, 0,09% ludności innej rasy oraz 0,37% ludności wywodzącej się z dwóch lub więcej ras, 0,46% ludności to Hiszpanie, Latynosi lub inni.
W hrabstwie znajduje się 2 905 gospodarstw domowych, w których 29,80% stanowią dzieci poniżej 18 roku życia mieszkający z rodzicami, 59,00% małżeństwa mieszkające wspólnie, 8,20% stanowią samotne matki oraz 30,20% to osoby nie posiadające rodziny. 27,50% wszystkich gospodarstw domowych składa się z jednej osoby oraz 14,60% żyje samotnie i ma powyżej 65 roku życia. Średnia wielkość gospodarstwa domowego wynosi 2,37 osoby, a rodziny wynosi 3,88 osoby.
Przedział wiekowy populacji hrabstwa kształtuje się następująco: 23,10% osób poniżej 18 roku życia, 8,0% pomiędzy 18 a 24 rokiem życia, 26,10% pomiędzy 25 a 44 rokiem życia, 24,30% pomiędzy 45 a 64 rokiem życia oraz 18,50% osób powyżej 65 roku życia. Średni wiek populacji wynosi 40 lat. Na każde 100 kobiet przypada 93,80 mężczyzn. Na każde 100 kobiet powyżej 18 roku życia przypada 91,50 mężczyzn.
Średni dochód dla gospodarstwa domowego wynosi 31 816 USD, a średni dochód dla rodziny wynosi 38 750 dolarów. Mężczyźni osiągają średni dochód w wysokości 27 165 dolarów, a kobiety 19 579 dolarów. Średni dochód na osobę w hrabstwie wynosi 16 187 dolarów. Około 6,30% rodzin oraz 9,80% ludności żyje poniżej minimum socjalnego, z tego 13,80% poniżej 18 roku życia oraz 8,70% powyżej 65 roku życia.

## Miasta
- Albion

## Wioski
- Bone Gap
- Browns
- West Salem